# Ron van den Hout
Cornelis (Ron) Franciscus Maria van den Hout (ur. 11 listopada 1964 w Tilburgu) – holenderski duchowny katolicki, w latach 2017–2024 biskup Groningen-Leeuwarden, biskup Roermond od 2024.

## Życiorys
5 czerwca 1993 otrzymał święcenia kapłańskie i został inkardynowany do diecezji ’s-Hertogenbosch. Pracował głównie jako duszpasterz parafialny, a w latach 2012–2017 pełnił funkcję wikariusza generalnego diecezji.
1 kwietnia 2017 papież Franciszek mianował go biskupem diecezji Groningen-Leeuwarden. Sakry udzielił mu 3 czerwca 2017 metropolita Utrechtu - kardynał Willem Jacobus Eijk.
21 czerwca 2024 został mianowany biskupem Roermond.